# Daniel Agostinho Mutambe
Daniel Agostinho Mutambe (Maputo, 15 de junio de 1995), más conocido como Danito, es un futbolista mozambiqueño que juega en la demarcación de defensa para el UD Songo del Campeonato mozambiqueño de fútbol.

## Selección nacional
Hizo su debut con la selección de fútbol de Mozambique en un partido entre el tercer y cuarto puesto de la Copa COSAFA 2022 contra Senegal que finalizó con un resultado de empate a uno tras el gol de Lau King para Mozambique, y de Jean Diouf para Senegal. Posteriormente hubo lanzamientos de penaltis donde ganó el combinado mozambiqueño.

## Clubes
| Club                         | País       | Año       | Partidos | Goles |
| ---------------------------- | ---------- | --------- | -------- | ----- |
| CD Costa do Sol              | Mozambique | 2014-2015 |          |       |
| Clube Ferroviário de Nampula | Mozambique | 2016      |          |       |
| CD Maxaquene                 | Mozambique | 2017      | 4        | 0     |
| CD Costa do Sol              | Mozambique | 2018      | 5        | 0     |
| Vilankulo FC                 | Mozambique | 2019-2020 | 3        | 0     |
| Associação Black Bulls       | Mozambique | 2021      | 1        | 0     |
| LD Maputo                    | Mozambique | 2021      | 1        | 0     |
| UD Songo                     | Mozambique | 2022-     | 20       | 0     |